# John Tornblad
John Rolf Peter Tornblad, född 12 september 1985 i Skövde, är en svensk filmregissör, manusförfattare och filmproducent. Han har även arbetat som filmklippare och fotograf på flera filmer, däribland sina egna.

## Biografi
John Tornblad är uppvuxen i Hjo. Efter estetiska programmet med teaterinriktning på Katedralskolan i Skara startade Tornblad ett teaterkollektiv med tillhörande fri teatergrupp som turnerade runt med flera föreställningar ett par år. Därefter flyttade Tornblad till Danmark och utbildade sig vidare inom regi på filmskola i Danmark. En mentor blev Niels Arden Oplev. Mellan 2004 och 2009 fortsatte Tornblad att livnära sig på teater och skådespeleriet och studerade även vidare i skådespeleri i London. Många kortfilmer producerades under dessa år.
2009 påbörjade Tornblad studier för en kandidatexamen i filmproduktion i Högskolan Väst. Under sista året på högskolan bildade han bolaget Affekt Film tillsammans med filmproducenten Johan Fågelström och de gjorde en novellfilm om Estrid Ericson samt den dramatiserade dokumentären Falks grav. Filmen Alla med bruna ögon ställer sig upp handlar om Jönköpingskravallerna 1948

## Filmografi
- 2012 – Estrid (produktion, kortfilm)
- 2014 – Falks grav (produktion, manus, regi)
- 2016 – Tjuvjägaren (produktion, regi)
- 2019 – Alla med bruna ögon ställer sig upp (kortfilm)
- 2023 – Sockerexperimentet (manus, regi)
- 2023 – Desertören (manus, regi)